# Tullens grader i Norge
Tullens grader i Norge anger den hierarkiska disciplinen i det norska tullverket (Tollvesenet).
| Nr | Grader                                          | Anmärkning             |
| -- | ----------------------------------------------- | ---------------------- |
| 1  | Toll- og avgiftsdirektør                        | Chef för tullverket    |
| 2  | Ass. toll- og avgiftsdirektør                   | Ställföreträdande chef |
| 3  | Avdelingsdirektør Regiondirektør                |                        |
| 4  | Avdelingssjef Underdirektør                     |                        |
| 5  | Kontorsjef                                      |                        |
| 6  | Seksjonsleder Seniorrådgiver                    |                        |
| 7  | Tolloverinspektør Spesialrevisor Rådgiver       |                        |
| 8  | Førstetollinspektør Tollrevisor Førstekonsulent |                        |
| 9  | Tollinspektør Konsulent                         |                        |
| 10 | Tollbetjent                                     |                        |
| 11 | Tollaspirant                                    |                        |